# Rheintalflug-Flug 102
Koordinaten: 47° 29′ 28″ N, 9° 31′ 34″ O; CH1903: 757302 / 262141
Am 23. Februar 1989 stürzte auf dem Rheintalflug-Flug 102 eine mit neun Passagieren und zwei Piloten besetzte Linienmaschine der österreichischen Fluggesellschaft Rheintalflug beim Landeanflug auf den Flugplatz Altenrhein in den Bodensee. Bei dem Flugunfall starben alle elf Personen an Bord, darunter der damalige österreichische Sozialminister Alfred Dallinger sowie die Pilotin Brigitte Seewald, die Miteigentümerin der Fluggesellschaft war.

## Flugverlauf
Die mit neun Passagieren voll besetzte Maschine vom Typ Aero Commander 690D „Jetprop900“ sollte plangemäß um 9 Uhr vom Flughafen Wien-Schwechat nach Vorarlberg starten, wo circa 1½ Stunden später die Landung am Flugplatz Hohenems-Dornbirn vorgesehen war. Zu diesem Zeitpunkt herrschte über dem Bodensee und dem Vorarlberger Rheintal aber dichter Nebel, sodass eine Landung weder am Flugplatz Hohenems noch an den designierten Ausweichflugplätzen Altenrhein und Friedrichshafen möglich war. Pilotin Brigitte Seewald und Kopilot Johann Rainer entschieden sich daher, auf den einige Kilometer entfernt liegenden Flugplatz Leutkirch in Deutschland auszuweichen. Mit 36-minütiger Verspätung startete der Flug um 9:36 Uhr von Wien. Gegen 10:35 Uhr nahm Kopilot Rainer Kontakt mit der Flugsicherung auf, von der er darüber informiert wurde, dass eine Landung am näher bei Hohenems gelegenen Flugplatz Altenrhein in der Schweiz nunmehr möglich wäre und Hohenems wegen dichten Nebels weiterhin nicht ansteuerbar sei. Um 10:50 Uhr nahm die Flugzeugbesatzung Kontakt mit dem Kontrollturm in Altenrhein auf, von dem ihr Landebahn 10 zugewiesen wurde. Das Flugzeug war zu diesem Zeitpunkt schon im Landeanflug über dem Pfänder.
Pilotin Seewald entschloss sich, den Flugplatz zunächst zu überfliegen, um die Bodenverhältnisse zu überblicken. Um 10:55 Uhr wurde die Maschine vom Tower in Altenrhein angewiesen, den Anflug zu beschleunigen, da ein Nebelfeld auf den Flugplatz zusteuerte. Die Bestätigung dieser Anweisung durch den Kopiloten ist der letzte dokumentierte Funkkontakt mit der Maschine. Nachdem das Flugzeug nach einer scharfen Kurve wieder über dem Bodensee und damit im Anflug auf die Piste des Flugplatzes war, durchstieß es das Nebelfeld über dem See im Sinkflug, wobei die Piloten nach Ansicht der schweizerischen Flugunfalluntersuchung offenbar mangels Sicht den Abstand zur Wasseroberfläche falsch eingeschätzt haben dürften. Die Maschine stürzte etwa 1,5 Kilometer vom Ufer entfernt in den Bodensee. Die Seetiefe an dieser Stelle beträgt 76 Meter.

## Bergung und Ursachensuche
Unmittelbar nachdem der Funkkontakt zum im Landeanflug befindlichen Flugzeug abgebrochen war, wurden von der Flugkontrolle in Altenrhein Notmassnahmen eingeleitet. Um 11:12 Uhr ging der erste Notruf bei der Kantonspolizei St. Gallen ein, die um 11:20 Uhr den internationalen Seenotalarm am Bodensee auslöste. Am nachfolgenden Such- und Rettungseinsatz beteiligten sich insgesamt zwölf Schiffe aus der Schweiz, Österreich und Deutschland.
Etwa zwei Stunden nach dem Unglück wurden erste Wrackteile auf dem Bodensee gefunden, gleichzeitig wurde das deutsche Forschungs-U-Boot Geo der Münchner Max-Planck-Gesellschaft um Hilfe gebeten, das zufällig noch am Bodensee war, nachdem es bei der Bergung eines verunglückten Helikopters geholfen hatte. „Geo“ entdeckte das Flugzeugwrack am späten Nachmittag in 76 Metern Tiefe im Schlamm steckend. Aufgrund der schwierigen Wetterbedingungen dauerte es dennoch eine Woche, bis das Wrack am 2. März 1989 geborgen werden konnte und damit Gewissheit bestand, dass alle elf Personen an Bord ums Leben gekommen waren. Bei seiner Bergung wurde festgestellt, dass das Cockpit der Maschine beim Aufprall abgerissen worden war und alle neun Passagiere noch angeschnallt auf ihren Sitzen waren.
Das Schweizer Büro für Flugunfalluntersuchungen kam in seinem Bericht vom Juli 1991 zu dem Schluss, dass kein technischer Defekt, sondern menschliches Versagen während des starken Nebels zu dem Unglück geführt habe. Rolf Seewald, Rheintalflug-Eigentümer und Ehemann der gestorbenen Pilotin, vermutete hingegen ein stark abgenutztes bzw. gerissenes Seil des Landeklappen-Antriebs als Unfallursache. Ob dieses Seil schon vor dem Unfall defekt war oder erst durch den Aufprall am Wasser gerissen ist, konnte die ETH Zürich in ihrer Untersuchung des Unfallwracks nicht zweifelsfrei feststellen.